# ロナウド・ヴィエイラ
ロナウド・アウグスト・ヴィエイラ・ナン（Ronaldo Augusto Vieira Nan , 1998年7月19日 - ）は、イングランドのプロサッカー選手。ポジションはMF。UCサンプドリア所属。

## 経歴
2016年5月5日、リーズ・ユナイテッドAFCと2年契約を結んでトップチームに昇格。
2016-17シーズンは新監督のギャリー・モンクのもと、レギュラーとなる。リアム・ブリッドカットと共にセントラルミッドフィルダーの一番手に選ばれ、同時に3年契約を新たに締結した。第16節ノリッジ・シティFC戦では決勝点となるミドルシュートを決めた。
2017年5月24日、4年契約をクラブと新たに締結。
2018-19シーズンは井手口陽介ら新加入選手を抑えて、マルセロ・ビエルサ監督の信頼も得ていたが、2018年8月1日にルーカス・トレイラの後釜を探していたUCサンプドリアへの移籍が決まった。
2020年10月3日、買取オプション付きのローン移籍でエラス・ヴェローナFCに加入することが発表された。